# Droga wojewódzka 309
Die Droga wojewódzka 309 (DW 309) ist eine 34 Kilometer lange Droga wojewódzka (Woiwodschaftsstraße) in der polnischen Woiwodschaft Großpolen, die Sierakowo mit Lipno verbindet. Die Strecke liegt im Powiat Rawicki und im Powiat Leszczyński.

## Streckenverlauf
Woiwodschaft Großpolen, Powiat Rawicki
-  Rawicz (Rawitsch) (S 5, DK 36, DW 434)
- Izbice (Stuben)
-  Dąbrówka (Dombrowka Konarzewo, Eichenbronn) (DK 12)
- Golina Wielka (Lang Guhle)
-  Bojanowo (Bojanowo, Bajanowe) (S 5)

Woiwodschaft Großpolen, Powiat Leszczyński
- Rojęczyn (Stuben)
-  Kaczkowo (Katschkau) (S 5, DK 5)
-  Rydzyna (Reisen) (DK 5)
-  Leszno (Lissa, Lissen, Polnisch-Lissa) (S 5, DK 5, DK 12, DW 323, DW 432)